# سیارک ۹۷۲

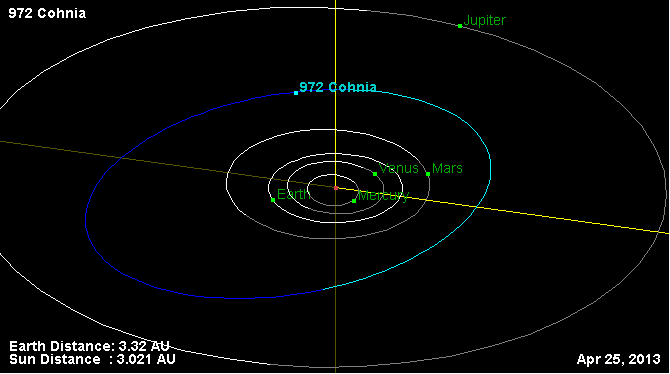
تصویری از مدار سیارک ۹۷۲

سیارک ۹۷۲ (به انگلیسی: 972 Cohnia، نامگذاری:1922LK) نهصد و هفتاد و دومین سیارک کشف شده‌است که در ۱۸ ژانویه ۱۹۲۲ و در هایدلبرگ کشف شد.
قدر مطلق سیارک برابر ۹٫۵۰ است.